# لاكشميكانت بردا
لاكشميكانت بردا هو ممثل هندي، ولد في 3 نوفمبر 1954، وتوفي في 16 ديسمبر 2004 بمومباي في الهند بسبب قصور كلوي.

## وصلات خارجية
- لاكشميكانت بردا على موقع IMDb (الإنجليزية)
- لاكشميكانت بردا على موقع قاعدة بيانات الفيلم (الإنجليزية)